# Puntius montanoi
Puntius montanoi är en fiskart som beskrevs av Sauvage, 1881. Puntius montanoi ingår i släktet Puntius och familjen karpfiskar. Inga underarter finns listade i Catalogue of Life.